# Vlajka Tanzanie

Tanzanská vlajka
Poměr stran: 2:3

Vlajka Tanzanie byla přijata 30. června 1964 a odvíjí se od vlajek dvou států, které se v roce 1964 sloučily, po získání samostatnosti na Spojeném království: Tanganiky a Zanzibaru. Vlajka má poměr stran 2:3 a sestává z širšího černého pruhu (břevna) po obou stranách ohraničeného užšími žluto-oranžovými pruhy (lemy), které vlajku diagonálně rozdělují na levý horní zelený a pravý dolní světle modrý roh.
Zelená barva symbolizuje vegetaci, žluto-oranžová (zlatá) minerální bohatství země, černá původní svahilské obyvatelstvo a světle modrá vodu v podobě řek a Indického oceánu.
Tanzanský prezident užívá vlastní vlajku, není jasné, zda modrý lem je i u žerďového okraje.

Rozměry tanzanské vlajky
Vlajka tanzanského prezidenta Poměr stran: 2:3

## Historie

Vlajka Německé východní Afriky (1891–1919) Poměr stran: 2:3
Tanganická vlajka (1919–1961) Poměr stran: 1:2
Tanganická vlajka (1961–1964) Poměr stran: 2:3

## Zanzibarská vlajka

Zanzibarská vlajka
Poměr stran: 2:3

Od 27. dubna 1964 vytvořil Zanzibar s Tanganikou společný stát Tanzanii, který přijal nové státní symboly a tehdejší zanzibarská vlajka se nadále používala jen neoficiálně.
Zanzibarská vlajka byla jako oficiální symbol autonomního ostrovního státu Zanzibaru, v rámci Tanzanie, přijata rozhodnutím místního parlamentu v říjnu 2004 a poprvé byla veřejně vztyčena 9. ledna 2005 na Amaan Stadium v Zanzibar City za přítomnosti zanzibarského prezidenta Amaniho Abeida Karumeho.